# Leptanilla laventa
Leptanilla laventa (лат.) — вид мелких муравьёв рода Leptanilla из подсемейства Leptanillinae (Formicidae). Иран. Демонстрирует трогломорфную адаптацию к подземной жизни, что делает его одним из очень немногих примеров этого синдрома среди муравьёв.

## Распространение
Эндемик Ближнего Востока: южный Иран, провинция Фарс, в 1,3 км восточнее Khoorab (Milieu Souterrain Superficiel, Khoorab Salt Dome).

## Описание
Мелкого размера муравьи оранжево-жёлтого цвета (длина рабочих около 2 мм; самцы неизвестны); ноги и гениталии светлее. Усики 12-члениковые. У рабочих нижнегубные щупики состоят из двух члеников и нижнечелюстные щупики состоят из одного членика (формула щупиков 2,1). Глаза отсутствуют. Вид был впервые описан в 2022 году по типовому материалу из Ирана. Обнаружен с помощью заглубленных ловушек (пробуренных на глубину 60—100 см) в подземном микроместообитании (глубже 60 см), состоящем из заполненных воздухом полостей среди обломков скал и почвы, которые находятся в сходных с пещерами условиях окружающей среды. Место обнаружения находится в селевом потоке, прилегающем к входу в соляную пещеру. Yavnella laventa имеет причудливо удлинённые трогломорфные придатки (тонкие и длинные ноги и усики) и бледную окраску, что позволяет предположить, что он обитает только в подземных полостях, в отличие от почвообитающего поведения, наблюдаемого у других лептаниллиновых муравьёв. Видовое название дано в честь организации La Venta Esplorazioni Geografiche, которая способствовала проведению в 2019 году фаунистического исследования соляных пещер юго-западного Ирана и их окрестностей. До открытия Yavnella laventa было известно лишь 2 вида пещерных муравьёв с троглобионтными признаками: Leptogenys khammouanensis и Aphaenogaster gamagumayaa.